# Robert Spears

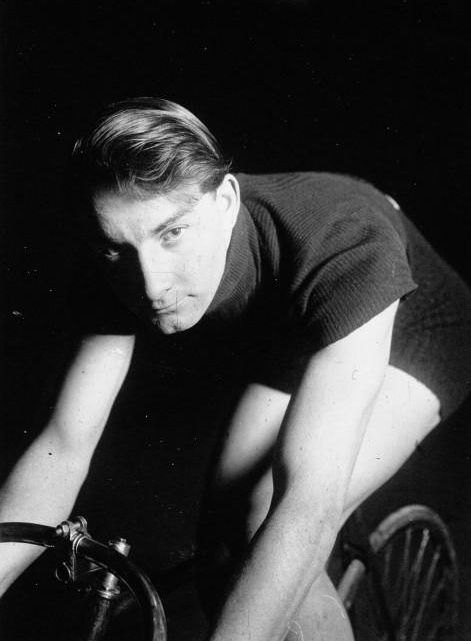
Robert Spears

Robert Adam Spears (Dubbo, 8 augustus 1893 – Parijs, 5 juli 1950) was een professioneel Australisch wielrenner, die in de periode vlak voor de jaren twintig van de twintigste eeuw als de beste sprinter ter wereld werd beschouwd. In 1920 werd hij wereldkampioen sprint in Antwerpen.

## Biografie
Robert Adam Spears werd geboren in Dubbo, een plaats in New South Wales, Australië. Hij was de tweede zoon van John Spears en Sarah Ann, née McLaughlin, beiden geboren in Ierland. Spears won zijn eerste race in Dubbo op 14-jarige leeftijd, en in 1910 nam hij deel aan wedstrijden in Zuid-Australië en Queensland. In dat seizoen won hij de halve mijl en mijltitels van New South Wales, om het jaar daarop Australisch kampioen op de 5 mijl te worden.
Begin 1913 waren zo'n 25.000 toeschouwers in de Exhibition Ground in Melbourne getuige van Spears' overwinning in de finale van de zesdaagse. Hij streek met die overwinning zijn deel van de recette op (ongeveer £ 1.000). Terwijl hij na zijn overwinning ontspande in een heet bad vertelde de 183 cm lange Spears aan reporters dat hij voor de race 76 kg woog en gedurende het evenement maar 3 kg verloren had.
Later dat jaar vertrok Spears naar New Jersey, Verenigde Staten, waar hij de 5 mijl van Vailsburg won. In 1914 werd hij Amerikaans kampioen op de 3 mijl. Gedurende de Eerste Wereldoorlog bleef hij in de Verenigde Staten, en in 1916 trouwde hij met Marguerite Laggy (overleden in 1970), een kunstschaatsster uit Vailsburg, Newark. Spears won 27 wedstrijden in 1918 en werd als geboren Australiër opmerkelijk genoeg Amerikaans allround kampioen.
Vaak vanuit een hopeloze achterstand in de slotfase gebruikte hij zijn fenomenale eindspurt om met een minimaal verschil op de streep te winnen. Met zijn brede schouders en zijn eigen specifieke stijl zat 'Bob' op zijn speciaal gemaakte fiets "his seat several inches behind the centre bracket [and] … his long arms pushed against the handlebars like props".
Na de oorlog toerde Spears door Europa, het mekka van de fietssport. Hij won 19 wedstrijden in 1919 en werd beschouwd als de beste sprinter ter wereld. Na Australië bezocht te hebben, begon hij in 1920 het Europese wielerseizoen met het veroveren van de 2000-meter Grand Prix in Parijs om vervolgens het wereldkampioenschap sprint in Antwerpen te winnen (1920). Het jaar daarop zou hij door de Nederlander Piet Moeskops onttroond worden. Zijn Europese successen omvatten de Grand Prix van Kopenhagen, Milaan, Parijs en Bordeaux (elk 3 keer), die van Dresden, Amsterdam en Municipal Towns in Frankrijk (twee keer), en Leipzig, Turijn en Lissabon (1 keer). De Amerikanen claimden Spears als één van hen. In 1923 leidden twijfels over zijn nationaliteit bijna tot uitsluiting van deelname aan de wereldkampioenschappen, maar hij werd uiteindelijk toegelaten om namens Australië deel te nemen.
Spears ging terug naar huis voor een reeks internationale wedstrijden in 1924. Hoewel hij eerste kampte met wat overgewicht, versloeg hij de Amerikaan Willie Spencer en zijn landgenoot Harris Horder.
De rest van het decennium racete hij in Europa en Australië, maar hij benaderde nooit nog zijn oude niveau. Al tijdens zijn succesperiode was hij een stevige drinker. Hij probeerde nog wel een comeback in Sydney in 1932, maar was nog slechts een schim van zichzelf. Na zijn afscheid als professioneel wielrenner werd hij baanmanager in de Sydney Sports Arena, de enige indoorwielerbaan in de Staat.
Tijdens een bezoek aan Europa overleed hij in Parijs aan kanker.
- Australian Dictionary of Biography: spears-robert-adam-8597
- Bibliothèque nationale de France: cb14977292f (data)
- International Standard Name Identifier: 0000 0004 5094 2709
- Trove: 1468051
- Virtual International Authority File: 316737175